# День освобождения Украины от фашистских захватчиков
«День освобождения Украины от фашистских захватчиков» (укр. День визволення України від фашистських загарбників) — национальный праздник Украины, посвящённый изгнанию Красной армией вооружённых сил нацистской Германии и её союзников с территории Украинской ССР во время Великой Отечественной войны. Отмечается ежегодно 28 октября.

## Учреждение праздника
Инициатором введения праздника на официальном уровне стал министр экономики Украины (позднее вице-премьер-министр) Сергей Тигипко, который 15 октября 2009 года заявил:

«День освобождения Украины от фашистских захватчиков является колоссальным событием и, по моему мнению, такой день должен быть национальным праздником. 28 октября должен стать не только Днём освобождения, но и Днём единства Украины…»

20 октября 2009 года в столице Украины Киеве, президент Украины Виктор Ющенко подписал Указ № 836/2009 «О Дне освобождения Украины от фашистских захватчиков», который предписывал отмечать этот праздник ежегодно 28 октября. В указе главы государства, в частности, говорилось, что праздник вводится «с целью всенародного празднования освобождения Украины от фашистских захватчиков, чествования героического подвига и жертвенности украинского народа во Второй мировой войне…».

## Празднование
В 2004 году, ещё до введения праздника на официальном уровне, в Киеве был проведён военный парад в честь 60-летия освобождения Украины. В параде участвовали около восьми тысяч человек, торжественный марш открывал танк Т-34 со Знаменем Победы, за которым по Крещатику прошли исторические автомобили «Виллис», «ГАЗ» и «ЗиС», в колонне пронесли штандарты четырех Украинских и Первого Белорусского фронтов, а также флаги городов-героев Киева, Одессы, Севастополя и Керчи.
В 2009 году, когда празднование этой даты проходило впервые, украинский народ поздравил и президент России Дмитрий Медведев:

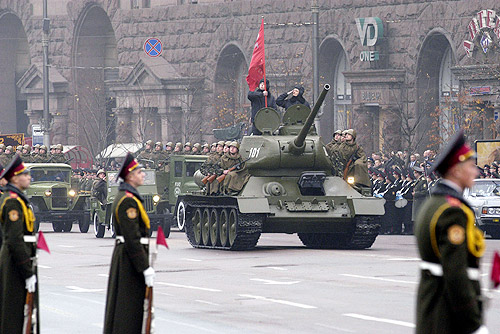
Парад в Киеве, 2004 год

«Общая история большой страны, которая создавалась нашими народами, вмещала не только славные подвиги, но и большие трагедии. Все беды и неурядицы наши родители и деды по-братски делили поровну, вместе прошли серьёзные испытания, вместе выстояли и победили. Именно патриотизм, сила духа, сплоченность и взаимная поддержка решили результат той войны… В России ценят то, что миллионы граждан независимой Украины разделяют чувство гордости за наше общее прошлое. Нет никаких сомнений в том, что сохранение памяти об общих славных победах и достижениях — залог того, что народы России и Украины, преодолев все временные преграды и трудности, будут, как хорошие соседи, рука об руку сотрудничать на благо прогресса и процветания наших государств…»

## Историческая подоплёка
Освобождение Украины от германских войск в ходе Великой Отечественной войны происходило в период с января 1943 года по октябрь 1944 года. Красной армией в это время на территории республики были проведены 15 наступательных операций (11 стратегических и 4 фронтовых).
Наиболее значимыми из этих наступательных операций являются: Белгородско-Харьковская (3 августа — 23 августа 1943 года), Донбасская операция (13 августа — 22 сентября 1943 года), Битва за Днепр (26 августа — 23 декабря 1943 года), Днепровско-Карпатская (24 декабря 1943 года — 17 апреля 1944 года), Львовско-Сандомирская (13 июля — 29 августа 1944 года) и Восточно-Карпатская операция, начавшаяся 8 сентября 1944 года и окончившаяся 28 октября изгнанием последних соединений оккупантов с территории Украинской ССР.